# Восход (Залісовський округ)
Восхо́д (рос. Восход) — село у складі Залісовського округу Алтайського краю, Росія.

## Населення
Населення — 19 осіб (2010; 34 у 2002).
Національний склад (станом на 2002 рік):
- росіяни — 88 %